# خودکشی در گویان
خودکشی در گویان یک معضل اساسی اجتماعی است. این کشور نخستین رتبه خودکشی سرانه در جهان را داراست.
نزدیک به ۴۰٪ خودکش‌ها در گویان با آفت‌کش خود را مسموم می‌کنند.
مشهورترین خودکشی صورت گرفته در گویان مربوط است به خودکشی گروهی در جیم جونز به سال ۱۹۷۸ که البته برخی آن را قتل عام نیز می‌نامند.

## نمونه‌ها
یک روزنامه گویانی شرح خودکشی یک دختر ۱۷ ساله که خود را دار زده بود، منتشر کرد. این باعث شد یک دختر ۱۷ ساله دیگر با تقلید خودکشی خود را مسموم کند. در بخش دیگری از این کشور، ۵ مرد به طور هم‌زمان خودکشی کردند. همچنین مردی به قصد خودکشی خانه خود را به آتش کشید و جان سپرد.
از آن‌جایی که جمعیت و وسعت گویان کم است، این میزان خودکشی، به نسبت برای این کشور بسیار بالا محسوب می‌شود. طبق گزارش سازمان بهداشت جهانی به سال ۲۰۰۹، گویان بالاترین نرخ خودکشی در آمریکای جنوبی و کشورهای کارائیب دارا بود. با نگاهی به روزنامه‌ها می‌توان دریافت که نه‌تنها این وضعیت بهتر نشده، بلکه رو وخامت گذاشته است.
خودکشی یعنی «عامدانه از بین بردن خود» و دلایل خودکشی، همچون روش‌های آن گوناگونند.